# A buon intenditor poche parole
La frase a buon intenditor poche parole allude al fatto che chi è competente in un certo settore non ha bisogno che gli vengano decantate le qualità del prodotto che è oggetto della disamina. Anzi, un'eccessiva prolissità da parte dell'interlocutore, evidentemente interessato a valorizzarne i pregi, può indurre il legittimo sospetto, da parte dell'intenditore, che si tratti di espressioni faziose e premeditate.
Il significato della parola "intenditore" tuttavia è più da assegnare al dominio del verbo "intendere", e quindi più vicino al significato etimologico di "indirizzare i propri sensi"  e quindi "capire, rivolgere, prestare attenzione, ascoltare" che all'accezione dell'"essere esperto in (qualcosa)", come testimoniano autori del XIV secolo ("era molto migliore intenditore che novellatore" Boccaccio, Decameron, VI Giornata, Novella I) e come, di converso, fa intendere l'uso del verbo intellĕgo, intellegĕre usato in locuzioni latine poi tradotte con il proverbio italiano. Il proverbio potrebbe quindi essere riportato anche come "chi sa capire subito non ha bisogno di lunghi discorsi". 

## Citazioni
- Intellegenti satis dictum est (Tommaso de Kempis, De imitatione Christi 4.34.5

- Dictum sapienti sat est (Plauto, Persa, 729); (Terenzio, Phormio, 541); (Scriptores Historiae Augustae, Tacitus, 19,5,5)

- Intelligenti pauca

- «Gridavan li pastor per la campagna / – Al lupo! al lupo! – Con lor mazze in collo / correan tutti scalzi a la montagna. / E io, che spalverava a piè d'un monte / pasturella trovai, che si bagnava / le gambe per lo caldo in una fonte. / Tant'era bella quanto luce 'l sole: / a buon intenditor poche parole» (AA.VV., Poesie musicali del Trecento, Vincenzo da Rimini, madr. 2)

- «A buono intenditor il parlar corto, / tanto che 'l vero sia più udito, / perché trabocca il sacco, ond'è uscito / quella che morde i buoni sempre a torto» (F. Sacchetti, Il libro delle rime, 178 Non ha bisogno de l'altrui conforto)